# Између два авиона
„Између два авиона“ је југословенски филм из 1964. године. Режирао га је Мирјана Самарџић, а сценарио је писао Френсис Скот Фицџералд.

## Улоге
| Глумац           | Улога |
| ---------------- | ----- |
| Соња Хлебш       |       |
| Зоран Ристановић |       |